# Darío Delgado
Darío Delgado Mora (14 dicembre 1985) è un calciatore costaricano, difensore del Guangdong Sunray Cave in prestito dal Puntarenas.